# اچ‌ام‌ای‌اس کوروا
اچ‌ام‌ای‌اس کوروا (به انگلیسی: HMAS Korowa) یک کشتی است که طول آن ۱۳۸٫۳ فوت (۴۲ متر) می‌باشد. این کشتی در سال ۱۹۱۹ ساخته شد.